# Annette Rogers
Annette Rogers, född 22 oktober 1913 i Chicago, död 8 november 2006 i Des Plaines, var en amerikansk friidrottare.
Rogers blev olympisk mästare på 4 x 100 meter vid olympiska sommarspelen 1932 i Los Angeles och vid olympiska sommarspelen 1936 i Berlin.